# Нафталана
Нафталана, нафталановая нефть — сорт нефти из месторождения вблизи города Нафталан в Азербайджане.
Нафталана — густая жидкость черно-бурого или коричневого цвета, со специфическим нефтяным запахом, имеющая большую вязкость, кислую реакцию, высокую плотность. 
В альтернативной медицине она используется при заболеваниях опорно-двигательного аппарата, кожи, нервной системы, при гинекологических и других недугах для нафталанолечения, которое является разновидностью тепловой терапии. Сама нефть и изготовленные из неё препараты применяются в виде нафталановых ванн (температура 36—38 °С), повязок, орошений, местного смазывания в сочетании с электро- и светолечением.
В городе Нафталан был создан одноимённый бальнеологический курорт. Продукт был официально зарегистрирован на Украине, проходят клинические испытания в Германии, Чехии, Австрии.
Близкие аналоги нафталанской нефти с подобными свойствами имеются и в других нефтеносных районах — это тяжелые нефти сеноманского яруса Тюменской области, а также продукция некоторых нефтяных источников Румынии.

## История месторождения
В XIII веке известный путешественник Марко Поло, путешествовавший по Азербайджану, упоминает о нафталане в своем трактате «О Большой Татарии»: «…там есть большой колодец с маслянистым веществом, которым можно навьючить много верблюдов. Оно употребляется не для питания, а для смазывания при кожных заболеваниях у людей и скота, равно как и при других недугах».
Путешественники из зарубежных стран посещали месторождение НН. Лечебная нефть вывозилась в Иран, Турцию, Крым, Индию и т. д. верблюжьими караванами в кожаных мешках. В 1898 году в журнале «Врач» была опубликована статья «О нафталане» российского профессора-дерматолога  А. И. Поспелова.
В XIX веке нафталан добывался из неглубоких скважин, выкапываемых вручную. В 1890 году первую буровую скважину заложил здесь немецкий инженер Э. И. Егер. Первоначально он предполагал освоить коммерческое производство нафталана как горюче-смазочного материала, однако эту идею не удалось реализовать ввиду технических характеристик нафталанской нефти, прежде всего из-за отсутствия у нее горючести. При этом Э. И. Егер обратил внимание на то, что, по рассказам очевидцев, с давних времен в искусственно созданных водоёмах с нафталанской нефтью купались люди. Получив результаты лабораторных анализов, он узнал о лечебных свойствах данного продукта и решил построить небольшое предприятие по выпуску мази. Дело оказалось очень успешным, и нафталанская мазь превосходно продавалась за рубежом. Каждый японский солдат во время русско-японской войны имел банку с нафталаном, способствующим заживлению ран и предохраняющим от обморожения.
В России первое официальное сообщение о применении нафталана в лечебных целях было сделано в 1896 году на заседании Кавказского медицинского общества в Тифлисе врачом Ф. Г. Розенбаумом, который употреблял его при ожогах, острой и хронической экземе, себорее, псориазе, ранах и растяжениях, болях ревматического характера. По его данным, нафталановая нефть ускоряла процесс рубцевания, обладала антисептическим, противовоспалительным действием. 
В 1920 году, после установления в Азербайджане советской власти, месторождение НН было национализировано. Завод по производству мази был построен в 1926 году, а исследование действия мази на организм человека и животных началось в 1928 году. Во время советской власти были исследованы свойства и химический состав нафталановой нефти, опубликовано свыше 1000 материалов научных исследований.

## Состав нафталановой нефти
- Ароматические углеводороды — 10—15 %
- Нафтеновые углеводороды — 50—55 %
- Смолистые вещества — 14—15 %
- Нафтеновые кислоты — 1 %
- Сера — 0,25—0,7 %
- Азотистые соединения — 0,3 %
- Микроэлементы, неорганические соединения (медь, цинк, марганец, литий, бор, йод, бром и др.)[8]

## Медицинские свойства
Клиническая практика использования нафталаны в альтернативной медицине:
- в артрологии — при терапии полиартритов разнообразной этиологии, остеохондроза;
- в неврологии — для исцеления пояснично-крестцового и шейно-грудного радикулита;
- в оториноларингологии — для лечения нарушений обоняния;
- в хирургии — для лечения ожогов, травм, трофических язв;
- в гинекологии — для лечения нарушений женской репродуктивной системы, в основном бесплодия;
- в стоматологии — при терапии пародонтоза;
- в урологии — при терапии бесплодия;
- в дерматологии — для лечения кожных болезней.

## Лекарственные формы
65 формул с нафталановой нефтью (мази, пудры и т. д.) были опубликованы в журнале Pharm. Zeitung в 1899 году.

## Противопоказания
К нафталанотерапии есть ряд противопоказаний, к которым относятся:
- период беременности и лактации;
- туберкулёз;
- язва желудка и двенадцатиперстной кишки;
- гепатиты;
- гипертоническая болезнь;
- диабет;
- венерические заболевания;
- мастопатия;
- болезни, связанные с внутричерепным давлением;
- возраст пациента до 6 лет;
- психические расстройства;
- инфаркт и эпилепсия в анамнезе.

Также целесообразно воздержаться от нафталанотерапии при доброкачественных и злокачественных опухолях. Если последняя была успешно удалена и рецидивов не наблюдалось, то проводить процедуры можно не ранее чем через 5 лет после операции.